# Thomas P. Heckmann

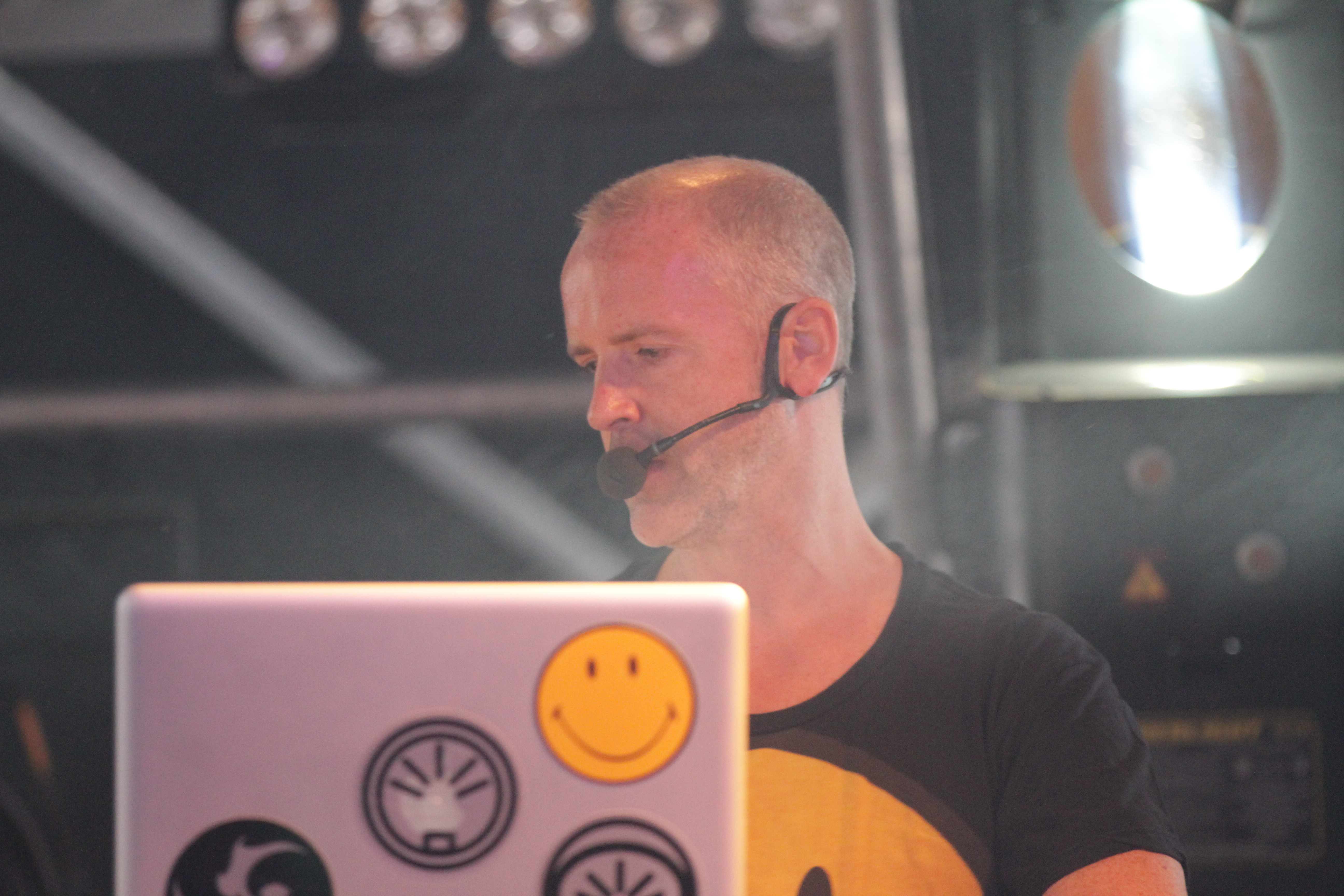
Thomas P. Heckmann bei der Nature One 2013

Thomas Peter Heckmann ist ein deutscher Techno-DJ und -Musikproduzent sowie Plattenlabel-Gründer.

## Werdegang
Heckmann wurde von Künstlern wie Kraftwerk, Jean Michel Jarre und Pink Floyd geprägt.
Mit dem Musizieren begann er etwa im Alter von elf Jahren mit Equipment wie Gebläseorgel, Echomixer und Plastikobjekten. Später nahm er erste mehrspurige Tracks mit einem Casio VL-1 auf. Es folgte eine Phase, in der er unter anderem mit Stilen wie EBM, Synthie-Pop und Industrial experimentierte.
Als erste kommerzielle Veröffentlichung erschien 1991 die Single Liquid unter dem Alias Exit 100 auf dem Frankfurter Label Force Inc. Music Works.
1993 gründete Heckmann das Label Trope Recordings und 1994 dessen Tochter-Label Acid Fuckers Unite (A.F.U.). Im Jahr 1998 gründete er Wavescape und 2000 dessen Tochter-Label Sub~Wave.

## Diskografie (Auswahl)
- 1993: Exit 100 – Circuits (Dragnet Records)
- 1994: Age – The Orion Years (Mille Plateaux)
- 1994: Drax – Drax Red (Trope Recordings)
- 1994: Drax – Mental Doors (Oscillator)
- 1995: Drax – Tales From The Mental Plane (Trope Recordings)
- 1995: Thomas P. Heckmann Presents Spectral Emotions – The Labworks Years (Labworks UK)
- 1996: Drax – Drax Six (Trope Recordings)
- 1997: Silent Breed – The Return Of The Acid Fucker (Acid Fuckers Unite)
- 1998: Age – Isolation (Force Inc. Music Works)
- 1999: Knarz – Tanzmaschine/Maschinentanz (Force Inc. Music Works Germany)
- 1999: Thomas P. Heckmann – Raum (Mille Plateaux)
- 2000: Thomas P. Heckmann – Tanzmusik (Wavescape)
- 2000: Welt In Scherben – Welt In Scherben I-V (Force Inc. Music Works)
- 2002: Drax – Trauma (Silly Spider Music)
- 2005: Welt In Scherben – Scherbengericht (Molecular Funk Guerilla)
- 2006: Thomas P. Heckmann – Electronic Body Music (Wavescape)
- 2008: Thomas P. Heckmann – The Lost Tales Vol I (FAX +49-69/450464)
- 2008: Thomas P. Heckmann – The Lost Tales Vol II (FAX +49-69/450464)
- 2009: Electro Nation – Robots And Electric Toys (The Lost Album) (Acid Fuckers Unite)